# Bythocheres prominulus
Bythocheres prominulus är en kräftdjursart som beskrevs av Humes 1988. Bythocheres prominulus ingår i släktet Bythocheres, ordningen Siphonostomatoida, klassen Maxillopoda, fylumet leddjur och riket djur. Inga underarter finns listade i Catalogue of Life.